# Leonard Carpenter
Pour les articles homonymes, voir Carpenter.
Leonard Carpenter (né le 28 juillet 1902 à Minneapolis et mort le 15 mai 1994 dans la même ville) est un rameur d'aviron américain.

## Palmarès

### Jeux olympiques
- Paris 1924
  -  Médaille d'or en huit[1].